# Segunda Categoría de Manabí 2020
El Campeonato Provincial de Segunda Categoría de Manabí 2020 fue un torneo de fútbol en Ecuador en el cual compitieron equipos de la Provincia de Manabí. El torneo fue organizado por Asociación de Fútbol No Amateur de Manabí (AFNAM) y avalado por la Federación Ecuatoriana de Fútbol. El torneo empezó el 29 de agosto de 2020 y finalizó el 10 de octubre de 2020. Participaron 6 clubes de fútbol y entregó dos cupos a los play-offs zonales de la Segunda Categoría 2020 por el ascenso a la Serie B. Por efectos de la pandemia de coronavirus en Ecuador el número de equipos participantes se redujo al igual que las fechas de disputa del torneo se modificaron.

## Sistema de campeonato
El sistema determinado por la Asociación de Fútbol No Amateur de Manabí fue el siguiente:
- Primera fase: Se jugó con los seis equipos establecidos, se dividió en dos grupos de tres equipos cada uno y jugaron todos contra todos ida y vuelta (6 fechas), al final los equipos que terminaron en primer lugar de cada grupo avanzaron a la siguiente fase y clasificaron a los play-offs de Segunda Categoría 2020.
- Final: La disputaron los dos equipos clasificados de la primera fase, fue a partido único y el ganador se coronó como campeón provincial, además de clasificar a la primera fase de la Copa Ecuador 2021.

## Equipos participantes
| Equipos participantes                           | Equipos participantes | Equipos participantes         |
| ----------------------------------------------- | --------------------- | ----------------------------- |
|                                                 |                       |                               |
| Equipo                                          | Ciudad                | Estadio                       |
| Club Deportivo La Paz                           | Manta                 | Estadio Jocay                 |
| Club Deportivo Ciudad de Pedernales             | Pedernales            | Estadio Maximino Puertas      |
| Club Deportivo Grecia                           | Chone                 | Estadio Homero Andrade        |
| Club Deportivo Mao Sport                        | Manta                 | Estadio Colisa                |
| Club Universitario Cañita Sport                 | Portoviejo            | Estadio Universitario (UTM)   |
| Club Social, Cultural y Deportivo Universitario | El Carmen             | Estadio Isauro Cevallos Muñoz |

## Equipos por cantón
| Cantón                                                | N.º | Equipos                    |
| ----------------------------------------------------- | --- | -------------------------- |
| [[Archivo:\|20x20px\|border\|Bandera de Manta]] Manta | 2   | - Mao Sport - Cañita Sport |
| Portoviejo                                            | 1   | - La Paz                   |
| Chone                                                 | 1   | - Grecia                   |
| Pedernales                                            | 1   | - Ciudad de Pedernales     |
| El Carmen                                             | 1   | - Universitario            |

## Primera fase

### Grupo A

#### Clasificación
| Pos. | Equipo               | Pts. | PJ | G | E | P | GF | GC | Dif. | Clasificación |
| ---- | -------------------- | ---- | -- | - | - | - | -- | -- | ---- | ------------- |
| 1    | Ciudad de Pedernales | 8    | 4  | 2 | 2 | 0 | 5  | 3  | +2   | Final         |
| 2    | Grecia               | 5    | 4  | 1 | 2 | 1 | 4  | 2  | +2   |               |
| 3    | Universitario        | 3    | 4  | 1 | 0 | 3 | 3  | 7  | −4   |               |

 Fuente: Aso Manabí
Criterios de clasificación: 1) Puntos; 2) Diferencia de goles; 3) Goles marcados

#### Evolución de la clasificación
| Equipo / Jornada     | 01 | 02 | 03 | 04 | 05 | 06 |
| -------------------- | -- | -- | -- | -- | -- | -- |
| Ciudad de Pedernales | 2  | 2  | 2  | 2  | 2  | 1  |
| Grecia               | 1  | 1  | 1  | 1  | 1  | 2  |
| Universitario        | 3  | 3  | 3  | 3  | 3  | 3  |

#### Resultados
| Ciudad de Pedernales | 1 - 1         | Grecia        | Maximino Puertas | 30 de agosto  | 15:30         |
| Libre:               | Universitario | Universitario | Universitario    | Universitario | Universitario |

| Grecia | 3 - 0                | Universitario        | Eugenio Espejo       | 5 de septiembre      | 16:00                |
| Libre: | Ciudad de Pedernales | Ciudad de Pedernales | Ciudad de Pedernales | Ciudad de Pedernales | Ciudad de Pedernales |

| Universitario | 2 - 3  | Ciudad de Pedernales | Isauro Cevallos Muñoz | 13 de septiembre | 15:30  |
| Libre:        | Grecia | Grecia               | Grecia                | Grecia           | Grecia |

| Grecia | 0 - 0         | Ciudad de Pedernales | Eugenio Espejo | 19 de septiembre | 16:00         |
| Libre: | Universitario | Universitario        | Universitario  | Universitario    | Universitario |

| Universitario | 1 - 0                | Grecia               | Isauro Cevallos Muñoz | 27 de septiembre     | 15:30                |
| Libre:        | Ciudad de Pedernales | Ciudad de Pedernales | Ciudad de Pedernales  | Ciudad de Pedernales | Ciudad de Pedernales |

| Ciudad de Pedernales | 1 - 0  | Universitario | Maximino Puertas | 4 de octubre | 15:30  |
| Libre:               | Grecia | Grecia        | Grecia           | Grecia       | Grecia |

#### Tabla de resultados cruzados
| Local \ Visitante    | GRE | UNI | PED |
| -------------------- | --- | --- | --- |
| Grecia               | —   | 3–0 | 0–0 |
| Universitario        | 1–0 | —   | 2–3 |
| Ciudad de Pedernales | 1–1 | 1–0 | —   |

### Grupo B

#### Clasificación
| Pos. | Equipo       | Pts. | PJ | G | E | P | GF | GC | Dif. | Clasificación |
| ---- | ------------ | ---- | -- | - | - | - | -- | -- | ---- | ------------- |
| 1    | La Paz       | 12   | 4  | 4 | 0 | 0 | 19 | 3  | +16  | Final         |
| 2    | Mao Sport    | 3    | 3  | 1 | 0 | 2 | 4  | 11 | −7   |               |
| 3    | Cañita Sport | 0    | 3  | 0 | 0 | 3 | 4  | 13 | −9   |               |

 Fuente: Aso Manabí
Criterios de clasificación: 1) Puntos; 2) Diferencia de goles; 3) Goles marcados

#### Evolución de la clasificación
| Equipo / Jornada                                       | 01 | 02 | 03 | 04 | 05 | 06 |
| ------------------------------------------------------ | -- | -- | -- | -- | -- | -- |
| [[Archivo:\|20x20px\|border\|Bandera de Manta]] La Paz | 1  | 1  | 1  | 1  | 1  | 1  |
| Mao Sport                                              | 3  | 3  | 2  | 2  | 2  | 2  |
| Cañita Sport                                           | 2  | 2  | 3  | 3  | 3  | 3  |

#### Resultados
| Mao Sport | 1 - 3        | La Paz       | Colisa       | 29 de agosto | 10:00        |
| Libre:    | Cañita Sport | Cañita Sport | Cañita Sport | Cañita Sport | Cañita Sport |

| La Paz | 3 - 1     | Cañita Sport | Jocay     | 5 de septiembre | 15:00     |
| Libre: | Mao Sport | Mao Sport    | Mao Sport | Mao Sport       | Mao Sport |

| Cañita Sport | 2 - 3  | Mao Sport | Reales Tamarindos | 12 de septiembre | 16:00  |
| Libre:       | La Paz | La Paz    | La Paz            | La Paz           | La Paz |

| La Paz | 6 - 0        | Mao Sport    | José Salazar Mero | 19 de septiembre | 11:00        |
| Libre: | Cañita Sport | Cañita Sport | Cañita Sport      | Cañita Sport     | Cañita Sport |

| Cañita Sport | 1 - 7     | La Paz    | Reales Tamarindos | 26 de septiembre | 11:00     |
| Libre:       | Mao Sport | Mao Sport | Mao Sport         | Mao Sport        | Mao Sport |

| Mao Sport | -      | Cañita Sport | No se programó | No se programó | No se programó | No se programó |
| Libre:    | La Paz | La Paz       | La Paz         | La Paz         | La Paz         |                |

#### Tabla de resultados cruzados
| Local \ Visitante | PAZ | MAO | CAÑ |
| ----------------- | --- | --- | --- |
| La Paz            | —   | 6–0 | 3–1 |
| Mao Sport         | 1–3 | —   | —   |
| Cañita Sport      | 1–7 | 2–3 | —   |

## Final

### Partido
| Fecha                        | Lugar | Local  |                                                 | Resultado |  | Visitante            |
| ---------------------------- | ----- | ------ | ----------------------------------------------- | --------- |  | -------------------- |
| 10 de octubre de 2020, 14:00 | Manta | La Paz | [[Archivo:\|20x20px\|border\|Bandera de Manta]] | 2 – 0     |  | Ciudad de Pedernales |

### Campeón
|                                                                                        |
| [[Archivo:\|80px\|border\|Bandera de Manta]]                                           |
| Club Deportivo La Paz 2.° título Clasifica a los zonales de la Segunda Categoría 2020. |
| También clasifica Club Ciudad de Pedernales como vicecampeón.                          |

## Clasificación general
| Pos. | Equipos              | PJ | PG | PE | PP | GF | GC | Dif. | Pts. | Prom. | Nota                                |
| ---- | -------------------- | -- | -- | -- | -- | -- | -- | ---- | ---- | ----- | ----------------------------------- |
| 1.   | La Paz (C)           | 5  | 5  | 0  | 0  | 21 | 3  | +18  | 15   | 3.000 |                                     |
| 2.   | Ciudad de Pedernales | 5  | 2  | 2  | 1  | 5  | 5  | 0    | 8    | 1.600 | Clasificado a la Copa Ecuador 2021. |
| 3.   | Grecia               | 4  | 1  | 2  | 1  | 4  | 2  | +2   | 5    | 1.250 |                                     |
| 4.   | Mao Sport            | 3  | 1  | 0  | 2  | 4  | 11 | −7   | 3    | 1.000 |                                     |
| 5.   | Universitario        | 4  | 1  | 0  | 3  | 3  | 7  | −4   | 3    | 0.750 |                                     |
| 6.   | Cañita Sport         | 3  | 0  | 0  | 3  | 4  | 13 | −9   | 0    | 0.000 |                                     |